# Elatostema winkleri-hubertii
Elatostema winkleri-hubertii là loài thực vật có hoa trong họ Tầm ma. Loài này được H.Schroet. mô tả khoa học đầu tiên năm 1935.